# إن إتش إل 20
إن إتش إل 19 (بالإنجليزية: NHL 19)‏ هي لعبة فيديو محاكاة هوكي الجليد، تم تطويرها من شركة إي أيه فانكوفر ونشرها من قبل إي أيه سبورتس وسيتم إصدارها في سبتمبر 2019، وهي الإصدار ال29 لسلسلة ألعاب إن إتش إل، تم طرحها لأجهزة بلاي ستيشن 4 و إكس بوكس ون، سيظهر اللاعبين الكندي إلياس بيترسون والأمريكي أوستن ماثيوز على أغلفة اللعبة الرسمية.